# Административное деление Литвы
Литва — унитарное государство. Территория страны разделена на административные единицы, состоящие из населённых пунктов — уезды и самоуправления. Уезд является высшей административной единицей и состоит из самоуправлений. Самоуправление разделено на структурно-территориальные подразделения — сянюнии. Сянюния может быть поделена на сянюнайтии.
Населённые пункты подразделены на городского и деревенского типа. К городскому типу населённых пунктов относятся города, к деревенскому — местечки, деревни и хутора.
Населённому пункту или его части может быть присвоен статус исторической столичной территории, курорта или курортной территории.
Литва разделена на 10 уездов, 60 самоуправлений, 545 староств и 3187 сянюнайтий.

## История

### Российская империя
После третьего раздела Речи Посполитой и присоединения к Российской империи западно-белорусских и литовских земель (1795) бо́льшая часть современной территории Литвы вошла в Виленскую губернию. Первоначально делилась на уезды Браславский (впоследствии Новоалександровский), Виленский, Вилькомирский, Завилейский, Ковенский, Ошмянский, Россиенский, Тельшевский, Трокский, Упитский (Поневежский), Шавельский. В 1797 в ходе административно-территориальных реформ Павла I слита со Слонимской губернией в одну Литовскую губернию с губернским правлением в Вильне.
При Александре I Литовская губерния в 1801 разделена на Виленскую губернию (до 1840 называлась Литовско-Виленской губернией) и Гродненскую губернию (прежняя Слонимская губерния).

В 1843 часть территории вошла в состав вновь образованной Ковенской губернии. В составе Виленской губернии остались Виленский, Ошмянский, Свенцянский (Завилейский) и Трокский уезды, а также переданные из Гродненской губернии Лидский и из Минской губернии — Вилейский и Дисненский уезды.

### Литовская Республика (1918—1940)
После Первой мировой войны в независимой Литовской Республике основными единицами административного деления, проведённого в 1919—1921 были уезды и волости (лит. valsčius). В каждой волости должно было проживать ок. 5 000 жителей; волости в свою очередь делились на староства (лит. seniūnija) численностью населения ок. 100 человек.
Территория делилась на 21 уезд (лит. apskritis), в которых было 249 волостей; правами самоуправления пользовался 31 город, из них 10 были перворазрядными (не участвовали в самоуправлении уездов), остальные городами второго разряда (участвовали в самоуправлении уездов). Волости делились на староства. Волости учреждались и ликвидировались решением Совета министров. Права самоуправления предоставлялись городам кабинетом министров.
Четырём крупнейшим городам (Каунас, Паневежис, Шяуляй, Укмярге) были предоставлены права уездов. При этом бо́льшая часть Сейненского уезда с временным центром в Лаздияй и Тракайского уезда с временным центром в Кайшядорисе реально находились на польской территории. Отдельную административную единицу образовывал Клайпедский край с Клайпедой и тремя округами.
В военно-административном отношении страна делилась на три военных округа (Каунасский, Мариямпольский, Паневежский), каждый из которых составляли три мобилизационных района.

### Литовская ССР
20 июля 1950 в Литовской ССР прежнее административное деление на уезды, волости и апилинки (лит. apylinkė, то есть «околица», административно-территориальная единица меньше района с собственным самоуправлением, аналог сельсовета) было заменено советским на области, районы и апилинки. Было образовано четыре области (Вильнюсская, Каунасская, Клайпедская и Шяуляйская) и 87 районов. 29 мая 1953 области были ликвидированы; апилинки укрупнялись (в 1954 — 1224, в 1963 — 653). В 1957 была предпринята попытка перераспределить территорию, руководствуясь производственно-территориальным принципом (совнархозы).
В 1963 территория Литовской ССР делилась на 41 район, 89 городов, 25 посёлков городского типа.
В последние годы существования Литовской ССР территория делилась на 44 сельских района и 11 городов республиканского подчинения (в 1960-е их насчитывалось 9, без Алитуса и Капсукаса). Самые крупные города Вильнюс и Каунас, кроме того, делились на городские районы (всего 7). Сельские районы делились на апилинки и включали 22 посёлка городского типа и 81 город районного подчинения.
Города республиканского подчинения
- Алитус
- Бирштонас
- Вильнюс
- Друскининкай
- Капсукас (в 1989 г. переименован в Мариямполе)
- Каунас
- Клайпеда
- Неринга
- Паланга
- Паневежис
- Шяуляй

Районы
- Акмянский
- Алитусский
- Аникщяйский
- Биржайский
- Варенский
- Вилкавишкский
- Вильнюсский
- Зарасайский
- Игналинский
- Йонавский
- Йонишкский
- Кайшядорский
- Капсукский
- Каунасский
- Кедайнский
- Кельмеский
- Клайпедский
- Кретингский
- Купишкский
- Лаздийский
- Мажейкский
- Молетский
- Пакруойский
- Паневежский
- Пасвальский
- Плунгеский
- Пренайский
- Радвилишкский
- Расейнский
- Рокишкский
- Скуодасский
- Таурагский
- Тельшяйский
- Тракайский
- Укмергский
- Утенский
- Шакяйский
- Шальчининкский
- Швенчёнский
- Шилальский
- Шилутский
- Ширвинтский
- Шяуляйский
- Юрбаркский

## В настоящее время
В настоящее время Литва разделена на 10 уездов, 60 самоуправлений, 545 староств и 3187 сянюнайтий.

### Уезды
Уезд — высшая административная единица Литвы. Уезды образованы в 1995 году. С 2010 года деление на уезды применяется только для статистических целей. Существует 10 уездов:
- Алитусский
- Вильнюсский
- Каунасский
- Клайпедский
- Мариямпольский
- Паневежский
- Таурагский
- Тельшяйский
- Утенский
- Шяуляйский

### Самоуправления
Самоуправление — муниципальное образование, административная единица Литвы второго порядка. Управление самоуправлением осуществляет мэр и Совет, избираемые жителями самоуправления раз в 4 года.
- - 7 городских (города: Алитус, Вильнюс, Каунас, Клайпеда, Паланга, Паневежис и Шяуляй)
  - 43 районных
  - 10 новообразованных самоуправлений (Бирштонское, Висагинское, Друскининкайское, Казлу-Рудское, Калварийское, Мариямпольское, Нерингское, Пагегяйское, Ретавское и Электренское)

### Сянюнии
Самоуправления разделены на 546 староств. С 2009 года сянюнии разделены на сянюнайтии.